# Келечка
Келечка (пол. Kieleczka) — село в Польщі, у гміні Вельовесь Гливицького повіту Сілезького воєводства.
Населення — 89 осіб (2011).
У 1975—1998 роках село належало до Катовицького воєводства.

## Демографія
Демографічна структура станом на 31 березня 2011 року:
|          | Загалом | Допрацездатний вік | Працездатний вік | Постпрацездатний вік |
| -------- | ------- | ------------------ | ---------------- | -------------------- |
| Чоловіки | 44      | 8                  | 28               | 8                    |
| Жінки    | 45      | 7                  | 30               | 8                    |
| Разом    | 89      | 15                 | 58               | 16                   |